# 油浸淡水魚
油浸淡水魚是一道傳統順德菜，通常以2公斤以下的中小型淡水魚製作，以溫油浸熟而非以熱油炸熟，需要較高烹調技巧，而成品比清蒸更加嫩滑。

## 製作
已去鱗、去鰓、去腸的淡水魚，用薑汁、酒、鹽醃過，將油燒至攝氏170度離火或熄火，輕輕放入魚肉，油不冒泡再加熱至冒泡再離火或熄火，重復直至魚熟為止，上碟後淋上蒸魚豉油即成。